# Okay Yokuşlu
Okay Yokuşlu (İzmir, 1994. március 9. –) török válogatott labdarúgó, a West Bromwich Albion játékosa.

## Pályafutása

### Klubcsapatokban
A Karşıyaka és az Altay korosztályos csapataiban nevelkedett. 2010. január 17-én debütált a kupában az Altay első csapatában a Tokatspor ellen. 2011. július 27-én 1 millió euróért szerződtette a Kayserispor csapata. Szeptember 16-án az Antalyaspor ellen 1–0-ra elvesztett bajnoki mérkőzésen mutatkozott be. 2015. július 8-án a Trabzonspor igazolta le. 2018 júniusában 6 millió euróért szerződtette 4 évre a spanyol Celta Vigo. 2021. február 1-jén kölcsönbe került az angol West Bromwich Albion csapatához. Február 7-én mutatkozott be a bajnokságban a Tottenham Hotspur ellen Romaine Sawyers cseréjeként. 2022. január 26-án ismét kölcsönbe került, a szintén spanyol Getafe csapatához a szezon végéig. Július 18-án a 3 évre aláírt a West Bromwich Albion csapatához. November 1-jén szerezte meg az első bajnoki gólját a Blackpool ellen, ami győztes gól volt az 1–0-ra megnyert találkozón. 2023. május 5-én őt választották a szezon játékosának a csapatnál.

### A válogatottban
Többszörös korosztályos válogatott és részt vett a 2010-es U17-es labdarúgó-Európa-bajnokságon, a 2013-as U19-es labdarúgó-Európa-bajnokságon és az U20-as labdarúgó-világbajnokságon. 2015. november 17-én mutatkozott be a felnőtt válogatottban Görögország ellen 3–1-re megnyert felkészülési találkozón. 2021 májusában bekerült a 2020-as labdarúgó-Európa-bajnokságra utazó török keretbe.

## Statisztika

### Klub
2023. május 8-i állapotnak megfelelően.
| Klub                           | Szezon   | Bajnokság        | Bajnokság | Bajnokság | Kupa  | Kupa  | Nemzetközi | Nemzetközi | Egyéb | Egyéb | Összesen | Összesen |
| Klub                           | Szezon   | Osztály          | Mérk.     | Gólok     | Mérk. | Gólok | Mérk.      | Gólok      | Mérk. | Gólok | Mérk.    | Gólok    |
| ------------------------------ | -------- | ---------------- | --------- | --------- | ----- | ----- | ---------- | ---------- | ----- | ----- | -------- | -------- |
| Altay                          | 2009–10  | TFF First League | 12        | 2         | 2     | 1     | —          | —          | —     | —     | 14       | 3        |
| Altay                          | 2010–11  | TFF First League | 21        | 2         | 0     | 0     | —          | —          | —     | —     | 21       | 2        |
| Altay                          | Összesen | Összesen         | 33        | 4         | 2     | 1     | 0          | 0          | 0     | 0     | 35       | 5        |
| Kayserispor                    | 2011–12  | Süper Lig        | 22        | 2         | 2     | 0     | —          | —          | —     | —     | 24       | 2        |
| Kayserispor                    | 2012–13  | Süper Lig        | 24        | 0         | 0     | 0     | —          | —          | —     | —     | 24       | 0        |
| Kayserispor                    | 2013–14  | Süper Lig        | 25        | 1         | 4     | 0     | —          | —          | —     | —     | 29       | 1        |
| Kayserispor                    | 2014–15  | TFF First League | 31        | 4         | 3     | 1     | —          | —          | —     | —     | 34       | 5        |
| Kayserispor                    | Összesen | Összesen         | 102       | 7         | 9     | 1     | 0          | 0          | 0     | 0     | 111      | 8        |
| Trabzonspor                    | 2015–16  | Süper Lig        | 27        | 2         | 7     | 0     | 2          | 1          | —     | —     | 36       | 3        |
| Trabzonspor                    | 2016–17  | Süper Lig        | 29        | 2         | 8     | 3     | —          | —          | —     | —     | 37       | 5        |
| Trabzonspor                    | 2017–18  | Süper Lig        | 30        | 2         | 3     | 0     | —          | —          | —     | —     | 33       | 2        |
| Trabzonspor                    | Összesen | Összesen         | 86        | 6         | 18    | 3     | 2          | 1          | 0     | 0     | 106      | 10       |
| Celta                          | 2018–19  | La Liga          | 30        | 2         | 2     | 0     | —          | —          | —     | —     | 32       | 2        |
| Celta                          | 2019–20  | La Liga          | 26        | 0         | 0     | 0     | —          | —          | —     | —     | 26       | 0        |
| Celta                          | 2020–21  | La Liga          | 12        | 0         | 2     | 0     | —          | —          | —     | —     | 14       | 0        |
| Celta                          | 2021–22  | La Liga          | 8         | 0         | 1     | 0     | —          | —          | —     | —     | 9        | 0        |
| Celta                          | Összesen | Összesen         | 76        | 2         | 5     | 0     | 0          | 0          | 0     | 0     | 81       | 2        |
| West Bromwich Albion (kölcsön) | 2020–21  | Premier League   | 16        | 0         | 0     | 0     | —          | —          | —     | —     | 16       | 0        |
| West Bromwich Albion (kölcsön) | Összesen | Összesen         | 16        | 0         | 0     | 0     | 0          | 0          | 0     | 0     | 16       | 0        |
| Getafe (kölcsön)               | 2021–22  | La Liga          | 11        | 0         | 0     | 0     | —          | —          | —     | —     | 11       | 0        |
| Getafe (kölcsön)               | Összesen | Összesen         | 11        | 0         | 0     | 0     | 0          | 0          | 0     | 0     | 11       | 0        |
| West Bromwich Albion           | 2022–23  | EFL Championship | 38        | 4         | 2     | 0     | —          | —          | 1     | 0     | 41       | 4        |
| West Bromwich Albion           | Összesen | Összesen         | 38        | 4         | 2     | 0     | 0          | 0          | 1     | 0     | 41       | 4        |
| Összesen                       | Összesen | Összesen         | 362       | 23        | 36    | 5     | 2          | 1          | 1     | 0     | 401      | 29       |

### Válogatott
2021. szeptember 7-i állapotnak megfelelően.
| Nemzet      | Év       | Mérk. | Gólok |
| ----------- | -------- | ----- | ----- |
| Törökország | 2015     | 1     | 0     |
| Törökország | 2016     | 2     | 0     |
| Törökország | 2017     | 6     | 0     |
| Törökország | 2018     | 11    | 1     |
| Törökország | 2019     | 4     | 0     |
| Törökország | 2020     | 5     | 0     |
| Törökország | 2021     | 10    | 0     |
| Összesen    | Összesen | 39    | 1     |

### Válogatott góljai
2018. március 27-i állapotnak megfelelően.
| #  | Időpont           | Helyszín                                      | Ellenfél   | Gólok | Eredmény | Kiírás              |
| -- | ----------------- | --------------------------------------------- | ---------- | ----- | -------- | ------------------- |
| 1. | 2018. március 27. | Podgorica City Stadium, Podgorica, Montenegró | Montenegró | 2–0   | 2–2      | Barátságos mérkőzés |

## Sikerei, díjai
- Kayserispor
  - TFF First League: 2014–15